# Fontvieille (Prowansja)
Fontvieille (oks. Fònt Vièlha) – miejscowość i gmina we Francji, w regionie Prowansja-Alpy-Lazurowe Wybrzeże, w departamencie Delta Rodanu.
W roku 2007 gminę zamieszkiwały 3572 osoby, a gęstość zaludnienia wynosiła 91 osób/km² (wśród 963 gmin redionu Prowansja-Alpy-Lazurowe Wybrzeże Fontvieille plasuje się na 167. miejscu pod względem liczby ludności, natomiast pod względem powierzchni na miejscu 209.).
Gmina została Fontvieille została wydzielona z terytorium Arles w roku 1790.

## Toponimia

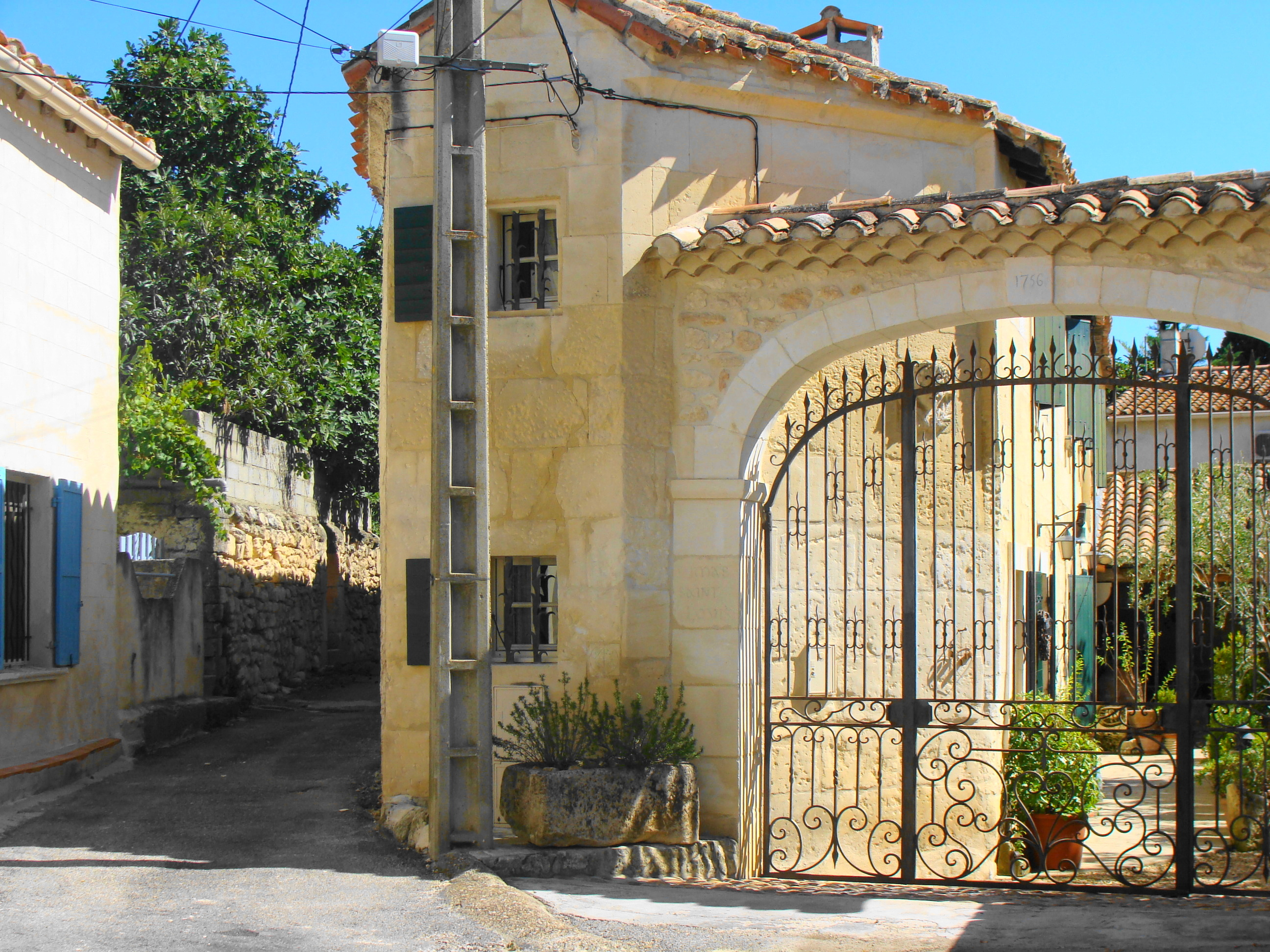
Jedna z ulic starego centrum Fontvieille

Swoją dzisiejszą nazwę miejscowość zyskała po rewolucji francuskiej (font - prow. "źródło", vieille - fr. "stare"). Wcześniej (XII wiek) znana była jako La Vieille Font (również "stare źródło").

## Historia
Prace archeologiczne wykazały, iż pierwsze osadnictwo ludzkie w obszarze dzisiejszego Fontvieille pojawiło się w Neolicie.
Osada zyskała na znaczeniu w czasach rzymskich, w okresie rozbudowy Arles (wówczas znanego jako łac. Arelate, Arelas lub Arlaïte). Arles stojące po stronie Cezara w opozycji do Pompejusza potrzebowało kamienia jako surowca budowlanego. Ok. 3 km od dzisiejszego centrum wsi Rzymianie założyli kamieniołom.
Późniejszy rozwój osady zawdzięczany jest budowie pobliskiego akweduktu, a w średniowieczu także młynów wodnych i opactwa Montmajour.
Konflikty między opactwem a władcami w Baux-de-Provence doprowadziły do budowy wieży, tzw. Wieży Opatów (XIV wiek), służącej jako punkt obserwacyjny i obronny. Nieco wcześniej osada zyskała zbliżoną do obecnej nazwę La Vieille Font ("stare źródło").
W XVI wieku pojawiają się pierwsze młyny do produkcji oliwy. Pierwsze wiatraki, z których dziś słynie Fontvieille, pojawiają się w wieku XVIII. Najstarszym z nich jest wiatrak Sourdon.
W wieku XIX główną działalnością mieszkańców wsi jest wciąż wydobycie kamienia. W tym okresie wybudowano kolejne wiatraki: Ramet, Tissot-Avon i Ribes.

## Kultura i rozrywka

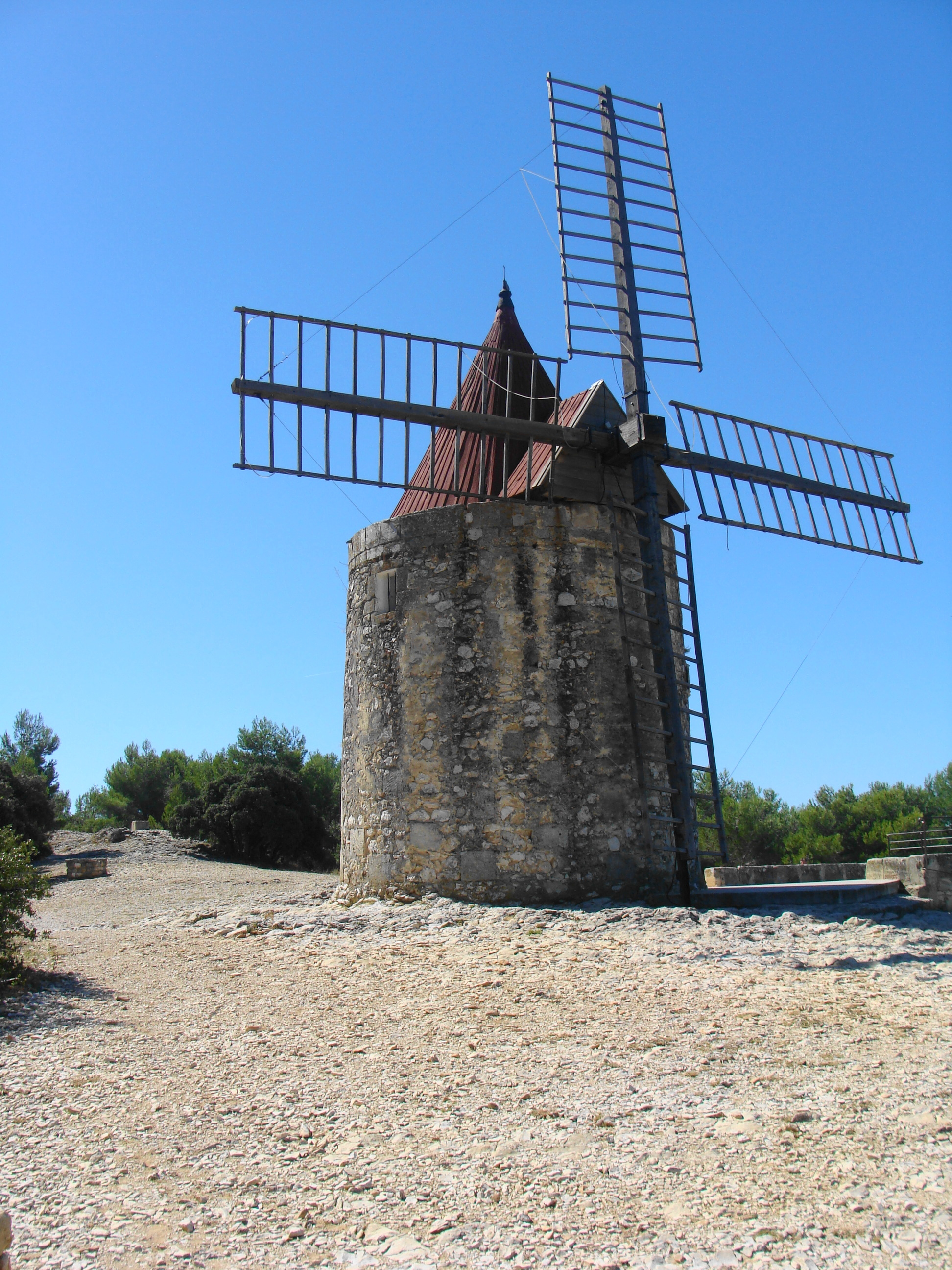
Wiatrak Alfonsa Daudeta

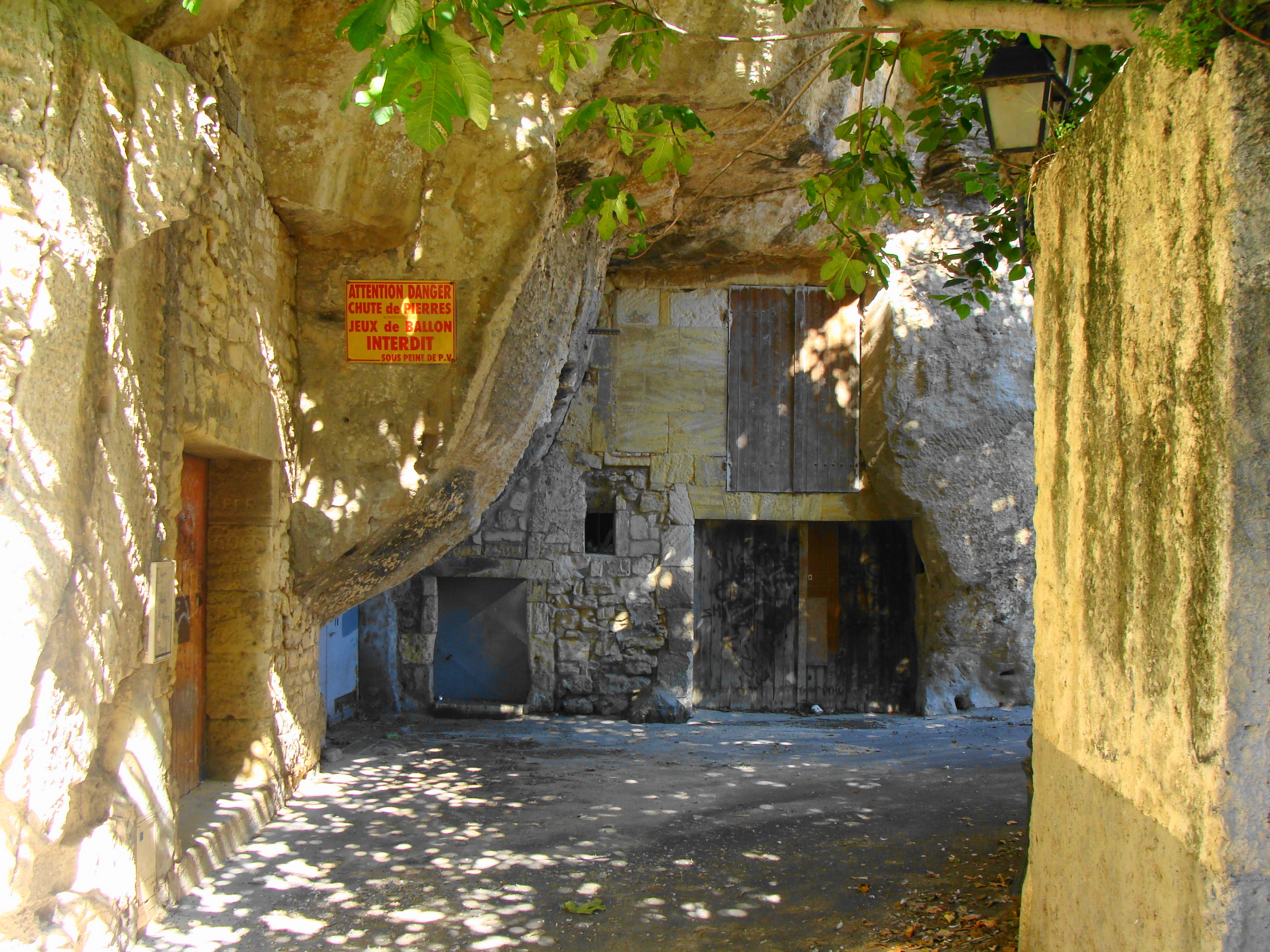
Le Planette - stare centrum Fontvieille

Fontvieille żyje głównie z turystyki. Przez miejscowość przebiegają szlaki turystyczne między ważniejszymi atrakcjami zachodniej Prowansji m.in.: Baux-de-Provence, Arles, Saint Rémy, Avignon, Nîmes, Aix-en-Provence. Lokalne biuro turystyczne organizuje piesze wycieczki z przewodnikiem po najbliższej okolicy (m.in. młyny, akwedukt Barbegal).
We wsi znajduje się kino Éden cinéma oraz otwarty basen publiczny czynny w sezonie letnim.
Co roku organizowanych jest kilka festiwali i lokalnych świąt:
- Festival Alfonsa Dueta;
- Targ i pokazy koni (druga niedziela marca);
- Święto młynów - coroczne święto powiązane z lokalnym targiem, paradą w tradycyjnych strojach, konkurs cięcia drzew oliwnych;
- lipcowe święto ciast na placu Fernanda Arnaud połączone
- feswiwal byków (ostatni weekend sierpnia)
- targ (centrum miasta w każdą sobotę)
- targ kwiatów i tkanin (raz w miesiącu, w niedziele)

### Główne obiekty turystyczne
- La Vieille Font ("stare źródło");
- kościół St Pierre Es Liens (budowany w latach 1695-1767);
- "Wieża Opatów" (1348-1353);
- zamek Montauban - XVIII-wieczna posiadłość rodziny Daudet;
- centrum miejscowości z budynkami wbudowanymi w skały (Lou Planet);
- XIX-wieczna pralnia publiczna (w pobliżu La Vieille Font);
- ruiny kaplicy St Jean du Grès (wyb. 1069, przebud. w 1768) - dziś miejsce wydarzeń kulturalnych.

## Transport

### Samochodowy
Miejscowość położona jest przy drogach krajowych RN 113 i RN 568, niedaleko autostrady A54.

### Kolejowy

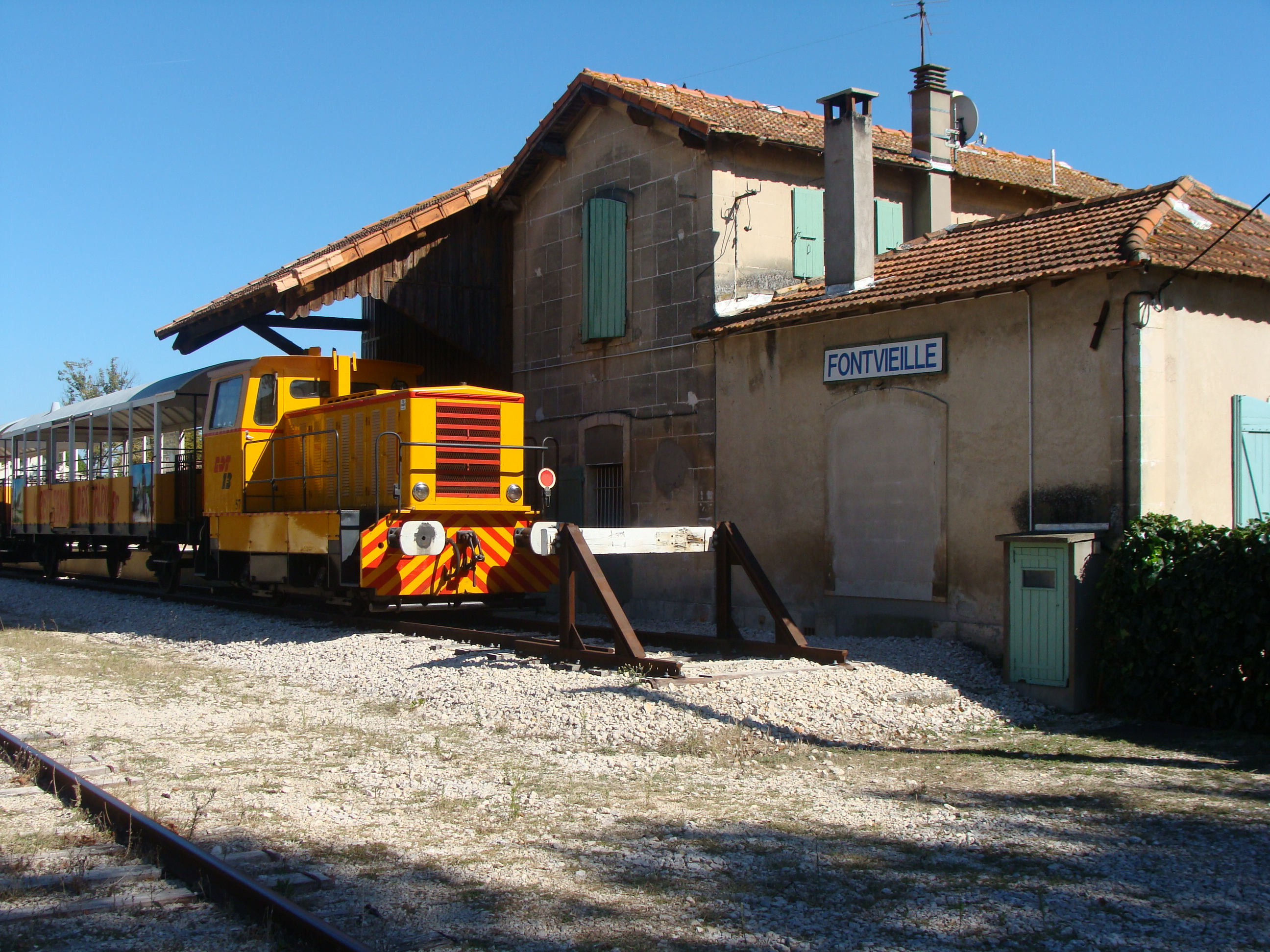
Stacja kolejowa w Fontvieille

W sezonie letnim pomiędzy Arles i Fontvieille dwa razy dziennie kursuje pociąg turystyczny Les petit train des Alpilles (podróż odbywa się z przewodnikiem). 

### Autobusowy
Przez miasto przejeżdżają autobusy kilku linii łączących najbliższe miejscowości, m.in. Arles z Baux-de-Provence.

### Lotniczy
Najbliższe lotnisko znajduje się w Nîmes, ok. 30 km od Fontvieille.

### Trasy piesze i rowerowe

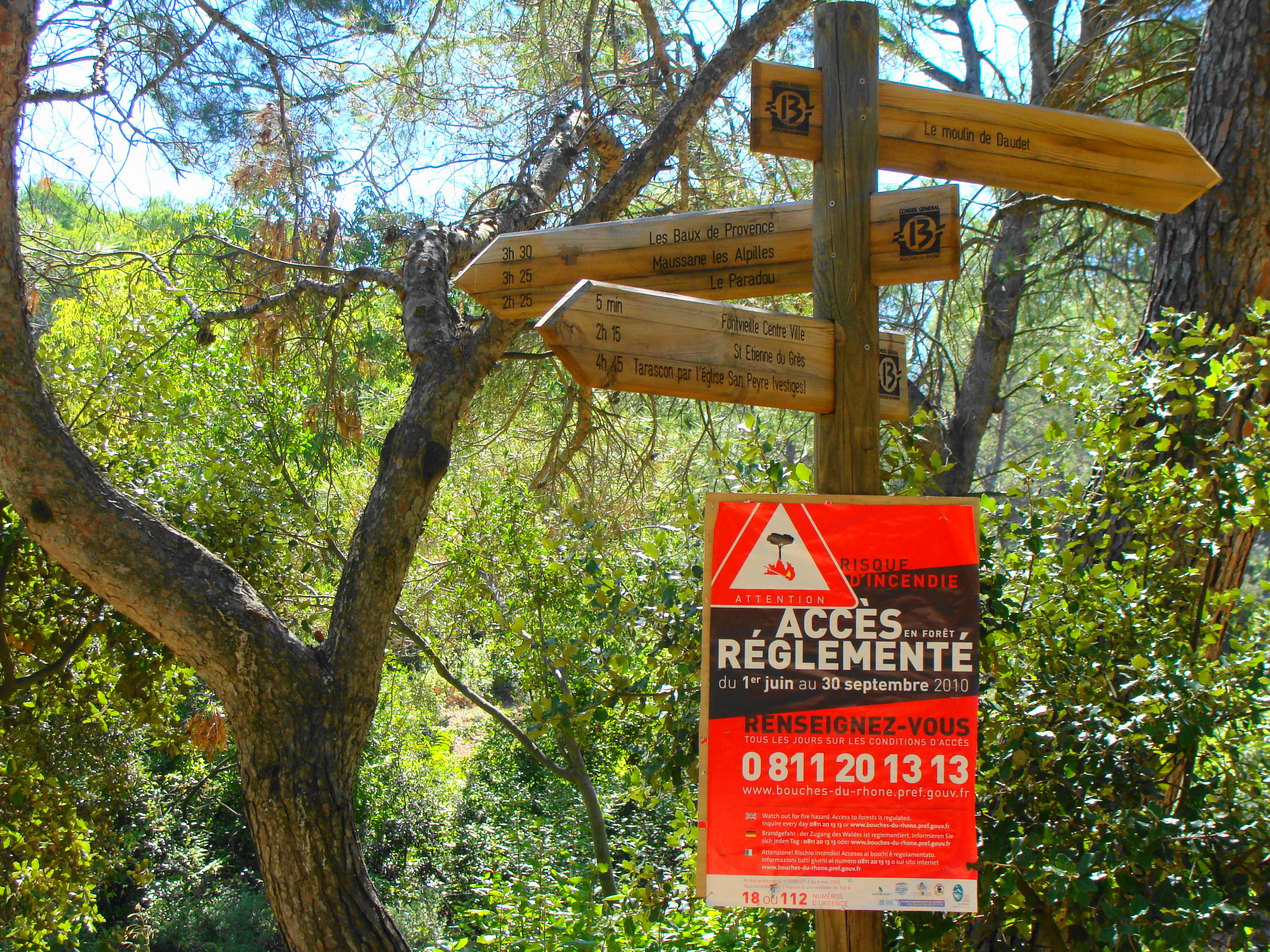
Znak informacyjny dla turystów pieszych i rowerowych niedaleko Fontvieille

W okolicach Fontvieille znajduje się wiele dobrze oznakowanych szlaków pieszo-rowerowych łączących najbliższe miejscowości, np. 6-kilometrowy szlak z Baux-de-Provence do Fonvieille.

## Osoby związane z Fontvieille
- Alphonse Daudet - pisarz i poeta, autor "Listów z mojego młyna"

## Miasta partnerskie
- Santa Maria a Monte